# بلقان‌آباد
بلقان‌آباد، روستایی است از توابع بخش مرکزی و در شهرستان خوشاب استان خراسان رضوی ایران

## جمعیت
این روستا در دهستان سلطان‌آباد قرار داشته و بر اساس سرشماری سال ۱۳۸۵ جمعیت آن۱۳۱۳ نفر (۶۰۰ خانوار)
بوده‌است.